# ادی کیه
ادی کیه در اریتره است که در ادی کیه سوبرجیون واقع شده‌است.

## خصوصیات
ادی کیه ۲۵٬۰۰۰ نفر جمعیت دارد.